# ميدان لندن

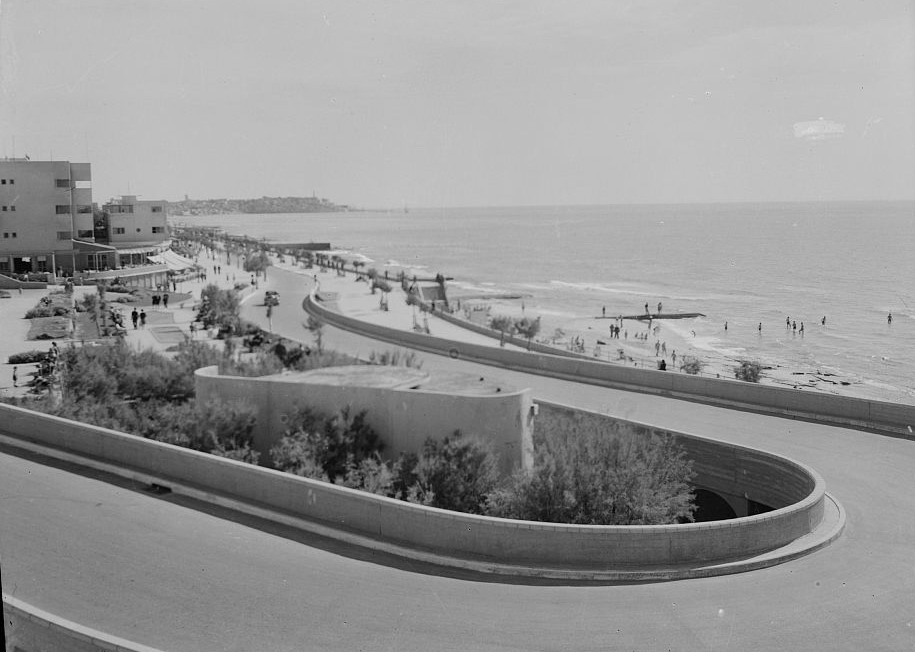
صورة قديمة لميدان لندن

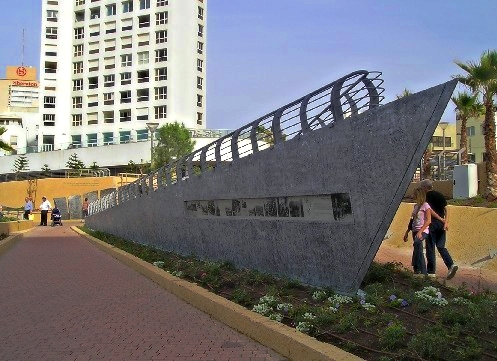
نصب تذكاري في ميدان لندن

ميدان لندن (بالعبرية: כיכר לונדון‏) هو ميدان عام في وسط تل أبيب. 
سميت على اسم لندنعاصمة إنجلترا، كنوع من التضامن مع الشعب البريطاني وخاصة سكان مدينة لندن، في صمودهم أثناء القصف الألماني النازي على المدينة في الحرب العالمية الثانية.